# Estatuto jurídico del Gobierno Provisional
El Estatuto Jurídico del Gobierno Provisional fue la norma legal superior por la que se rigió el Gobierno Provisional de la Segunda República Española desde su promulgación el mismo día de la proclamación de la República, el 14 de abril de 1931, hasta la aprobación por las Cortes Constituyentes de la nueva Constitución de la República, el 9 de diciembre de 1931. El “Decreto fijando el Estatuto jurídico del Gobierno” fue publicado el día 15 de abril en el diario oficial, la Gaceta de Madrid, al día siguiente de su promulgación.

## Contexto
Tras proclamar la República el 14 de abril de 1931, el comité revolucionario republicano-socialista constituido en Comité Político de la República firma un decreto que será publicado al día siguiente en el diario oficial, la Gaceta de Madrid, en el que comunica que ha tomado el Poder adoptando el título de Gobierno Provisional de la República, y a continuación en otro decreto nombra a Niceto Alcalá-Zamora como presidente del Gobierno Provisional, que asumirá además las funciones Jefe del Estado (función ejercida hasta el 14 de abril por el rey Alfonso XIII). En el preámbulo de este último decreto se dice: “El Gobierno provisional de la República ha tomado el Poder sin tramitaciones y sin resistencia ni oposición protocolaria alguna; es el pueblo quien le ha elevado a la posición en que se halla, y es él quien en toda España le rinde acatamiento e inviste de autoridad”. A continuación Alcalá-Zamora nombra ministros del Gobierno Provisional a los miembros del comité revolucionario.

## Contenido
En el preámbulo, el Gobierno Provisional se establece como “Gobierno de plenos poderes”, aunque como “la situación de ‘pleno poder’ no ha de entrañar ejercicio arbitrario en el ejercicio del Gobierno, afirma solemnemente... que somete su actuación a normas jurídicas” y en el artículo 1º se dice que el Gobierno Provisional “someterá su actuación colegiada e individual al discernimiento y sanción de las Cortes Constituyentes –órgano supremo y directo de la voluntad nacional-, llegada la hora de declinar ante ella sus poderes”. 
En el artículo 2º, se anuncia el propósito del Gobierno Provisional de “someter inmediatamente, en defensa del interés público, a juicio de responsabilidad los actos de gestión y autoridad pendientes de examen al ser disuelto el Parlamento en 1923 (en referencia al proceso abierto entonces para depurar las responsabilidades por el Desastre de Annual), así como los ulteriores (en referencia a lo sucedido durante la Dictadura de Primo de Rivera)”.
En el artículo 3º se reconoce la “libertad de creencias y cultos” y en el artículo 4º “la libertad individual” y los “derechos ciudadanos”, incluyendo en ellos los correspondientes a la “personalidad sindical y corporativa, base del nuevo derecho social”. Sin embargo, en el artículo 6º se dice que el Gobierno Provisional, “en virtud de las razones que justifican la plenitud de su poder”, podrá suspender (“someter a un régimen de fiscalización gubernativa”, se dice literalmente) temporalmente los derechos ciudadanos reconocidos en el artículo 4º, “de cuyo uso dará asimismo cuenta circunstanciada a las Cortes Constituyentes”, justificándolo con el argumento de que el Gobierno Provisional “incurriría en verdadero delito si abandonase la República naciente a quienes desde fuertes posiciones seculares y prevalidos de sus medios, pueden dificultar su consolidación”.
En el artículo 5º, se reconocía el derecho de propiedad, aunque con la salvedad de que “el derecho agrario debe responder a la función social de la tierra” como repuesta “al abandono absoluto en que ha vivido la inmensa masa campesina española, al desinterés de que ha sido objeto la economía agraria del país, y a la incongruencia del derecho que la ordena con los principios que inspiran y deben inspirar las legislaciones actuales”.

## Valoración

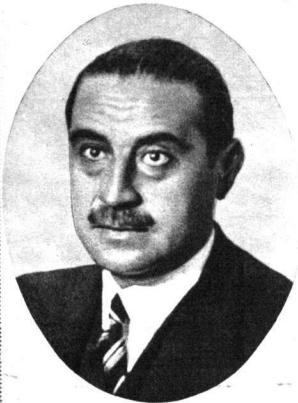
Miguel Maura, ministro de la Gobernación en 1931.

Los más polémico del “Estatuto Jurídico” es la contradicción que se observa en la cuestión de las libertades y los derechos ciudadanos, pues su reconocimiento va acompañado de la posibilidad de su suspensión por parte del gobierno, sin intervención judicial, “si la salud de la República, a juicio del Gobierno, lo reclama”. Así pues, “el gobierno republicano no va a establecer un régimen de libertad general como lo prueba el estudio de las vicisitudes del derecho de reunión a las diferentes opciones políticas [...]. Los grupos conservadores de signo monárquico y sectores de la izquierda, tales como anarquistas y comunistas, van a tener serios obstáculos para ejercerlo”. Se tolerarán, y no siempre, sus reuniones en locales cerrados pero se les prohibirá su ejercicio en lugares públicos. Por ejemplo, una manifestación que se formó a la salida de una reunión que el Partido Comunista de España celebró el 1 de mayo en San Sebastián fue disuelta contundentemente por la fuerza pública, produciéndose numerosos heridos.
Más significativo aún de cómo iba a abordar el nuevo Gobierno el orden público y la libertad de prensa fue todo lo que ocurrió en torno a los sucesos que se produjeron en San Sebastián el 28 de mayo. Aquel día unos huelguistas de Pasajes que se dirigían a San Sebastián fueron bloqueados por la Guardia Civil en el puente de Miracruz. Ante la negativa de aquellos a disolverse, los guardias civiles comenzaron a disparar ocasionado la muerte a ocho personas y más de cincuenta heridos. Ante la magnitud del hecho el ministro de la Gobernación, Miguel Maura, reunió a todos los directores de periódicos para recordarles “que se hallaban frente a un ministro que disponía de plenos poderes en materia de orden público” (dos semanas antes ya había decretado la suspensión temporal del diario monárquico ABC y del diario católico El Debate, a raíz de los hechos conocidos como la quema de conventos) y, a continuación, les rogó que 

diesen a conocer [la noticia de lo sucedido en San Sebastián] con escrupulosidad y veracidad, porque interesaba que España supiese que había un Gobierno en su sitio, con el cual no se jugaba. Ahora bien [relata Miguel Maura en su libro “Así cayó Alfonso XIII”]: el diario que utilice la noticia para su campaña política, o intente envenenar el ambiente con ella, será suspendido, y suspendido quedará mientras yo esté en este Ministerio. Se dieron por enterados y abandonaron mi despacho…  Salvo ‘La Voz’, que en su última página daba escuetamente la noticia sin el menor comentario, los demás diarios nada publicaron del suceso.